# Evangelisch-Lutherische Kirche Zum Heiligen Kreuz (Berlin-Wilmersdorf)

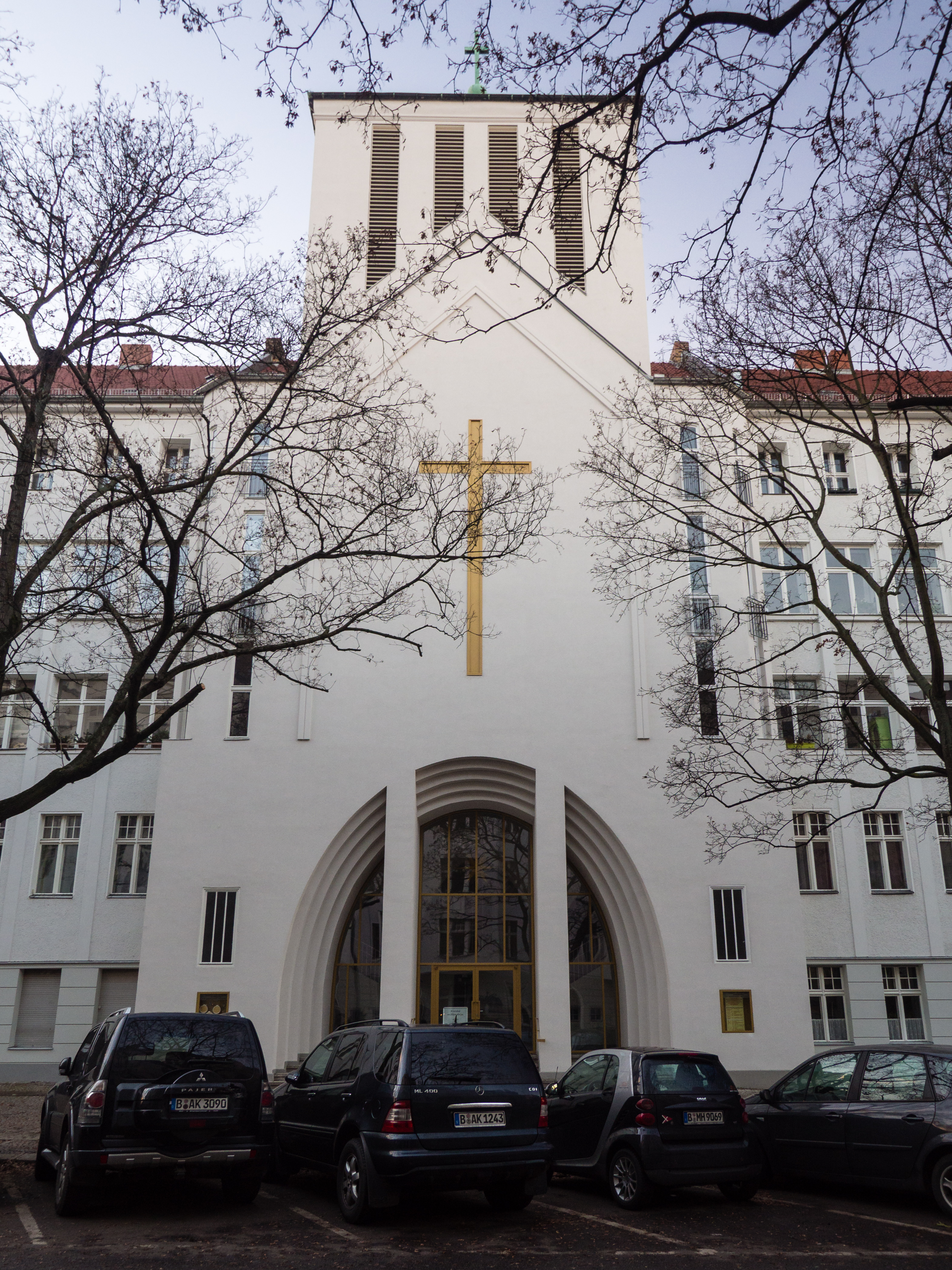
Die Kirche nach der Sanierung, 2016

Die Evangelisch-Lutherische Kirche Zum Heiligen Kreuz ist ein Berliner Gotteshaus der Selbständigen Evangelisch-Lutherischen Kirche (SELK) und befindet sich in der Nassauischen Straße 17–19 im Ortsteil Wilmersdorf des Bezirks Charlottenburg-Wilmersdorf. Die zugehörige Gemeinde ist die zweite Tochtergemeinde der Evangelisch-Lutherischen Kirche Berlin der Evangelisch-Lutherischen (altlutherischen) Kirche. Die Kirchengemeinde gehört zum Kirchenbezirk Berlin-Brandenburg.

## Geschichte
Im Jahr 1817 wurde durch einen Erlass König Friedrich Wilhelms III. von Preußen die lutherische Kirche und die reformierte Tradition zu einer Unionskirche zusammengeschlossen. Infolge der neuen Agende 1830 kam es zum Agendenstreit, wobei sich – vor allem unter Führung von Johann Gottfried Scheibel – Widerstand zunächst in Schlesien und dann im gesamten preußischen Staatsgebiet erhob. Mit harten Verfolgungsmaßnahmen wandte sich der König gegen die Altlutheraner. Erst unter seinem Sohn, König Friedrich Wilhelm IV., endete die Verfolgung.
Die Bekenntnislutheraner Berlins gehörten zunächst zur Evangelisch-Lutherischen Gemeinde Berlin-Mitte. Die stetig steigende Gemeindegliederzahl durch Zuwanderung, unter anderem aus Schlesien, machten Neubildungen selbstständiger Pfarrbezirke nötig. Für die Charlottenburger Lutheraner wurden seit 1897 zunächst vierzehntäglich lutherische Gottesdienste in der Aula der Gemeindeschule in der Joachimsthaler Straße 31 abgehalten. Seit 1903 umfasste das Einzugsgebiet den westlichen und nordwestlichen Teil Berlins: Charlottenburg, Wilmersdorf, größere Teile von Schöneberg, Friedenau, Schmargendorf, Steglitz, Dahlem, Lichterfelde und Zehlendorf. Als selbstständiger Pfarrbezirk wurde die Gemeinde am 4. Mai 1904 durch das Oberkirchencollegium in Breslau (OKC) anerkannt.

## Baugeschichte des Kirchengebäudes

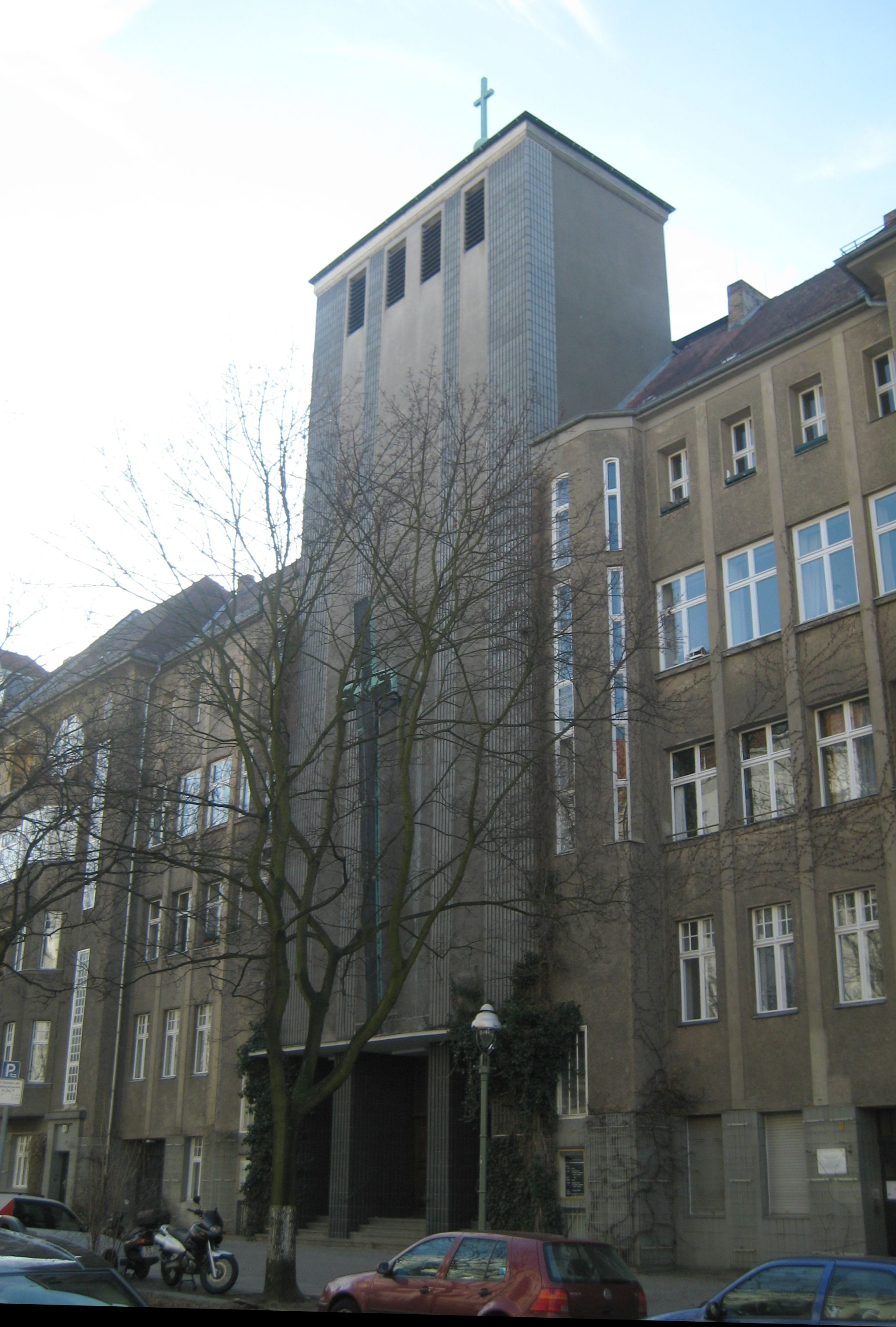
Die Kirche vor der Sanierung, 2008

Der Grundstein der Evangelisch-Lutherischen Kirche Zum Heiligen Kreuz wurde am 12. Oktober 1907 gelegt. Die veranschlagten Baukosten betrugen 500.000 Mark (kaufkraftbereinigt in heutiger Währung: rund 3,69 Millionen Euro). Mit der Durchführung des Bauprojektes wurde der Architekt Heinrich Straumer betraut. Die Kirchweihe konnte am 11. Oktober 1908 begangen werden. Das Gotteshaus hat eine in die Straßenflucht eingepasste Fassade mit rechtwinklig zur Straße gelagertem Kirchenschiff, in der nahezu 700 Personen Platz finden. Ursprünglich hob sich die Front der Kirche durch ein Sandsteinportal, durch ein großes Kruzifix im Eingangsbereich und durch einen von zwei Spitzen gekrönten breiten Turm von den gemeindeeigenen Wohnhäusern rechts und links ab. Kirche und Wohnhäuser bilden ein architektonisch interessantes Bauensemble. Die Innenhöfe mit den reichen Jugendstilelementen haben den Zweiten Weltkrieg unbeschadet überstanden und sind im Original erhalten geblieben.
Am 29. Dezember 1943, während des Zweiten Weltkriegs, wurde die Kirche durch eine Sprengbombe beschädigt. Die beiden Kirchtürme fielen am 30. Januar 1944 einer Stabbrandbombe zum Opfer. Weitere alliierte Luftangriffe in der Nähe der Kirche zerstörten die Fassade endgültig. Nach dem Krieg wurde das Gebäude zunächst provisorisch instand gesetzt. 1958 erhielt die ursprünglich dem späten Jugendstil zugeordnete Fassade eine vereinfachte Form. Über dem Eingangsportal fand sich ein zwölf Meter hohes kupferbeschlagenes Kreuz, das auf den Namen der Kirche verweist. 1999 wurde die Kirche nochmals grundsaniert. Im Jahr 2015 wurde der Kirchturm grundlegend saniert, mit dem Ziel, das große Portal von 1908 wieder sichtbar werden zu lassen. Die Jugendstilfassade bleibt allerdings verborgen, wird an der neuen Fassade aber andeutungsweise aufgenommen.
Das Kirchenschiff wurde von Heinrich Straumer ursprünglich mit erhöhtem Altarraum, Taufstein, Altar und Kanzel gebaut und sollte auf den himmlischen König Jesus Christus verweisen. 1908 wurden die Innenwände der Kirche mit heller Farbe gestrichen, die Kirchenbänke und die Emporen waren dunkel gehalten. Das Kirchenschiff schloss mit einem Kreuzrippengewölbe, dessen Rippen in grün auf goldgrund gehalten waren. Die ursprüngliche Ausmalung wurde von den damals bekannten Künstlern Paul Rößler (Dresden) und Gotthold Klemm (München) durchgeführt.
Schon 1938 wurde die erste Renovierung notwendig, die der Architekt Richard Oertwig durchführte. Zwischen 1944 und 1948 fanden kriegs- und nachkriegsbedingt die Gottesdienste im großen Gemeindesaal unterhalb der Kirche statt. Zunächst wurde nach dem Krieg auch das Kirchenschiff wieder provisorisch hergerichtet. Die Reste der Gewölbedecken wurden entfernt, Glasbausteine vermauert und das Dach erneuert. 1952 wurde die provisorische Decke aus Pressplatten durch eine massive Decke ersetzt, ein neues Gewölbe entfiel aus finanziellen Gründen. Statt der Doppelspitze erhielt das Gotteshaus eine vereinfachte und niedrigere Kirchturmspitze. Der Innenraum erhielt eine glatte Decke, aber sie wurde wieder farbig gestrichen und das Altarfenster farbig verglast. Am 2. August 1953 fand der erste Gottesdienst nach der dritten Renovierung in der Kirche statt. 1970 gestaltete Karl Wilhelm Ochs, Kirchenbaumeister der Evangelischen Landeskirche Berlin-Brandenburg-schlesische Oberlausitz, das Kircheninnere erneut um, sodass heute nur noch wenig an die ursprünglich von Heinrich Straumer geplante Kirche erinnert. Fast 50 Jahre nachdem die Seitenfenster auf der Empore durch Glasbausteine geschlossen worden sind, wurden 1995 dort wieder Fenster eingesetzt.

## Ausstattung

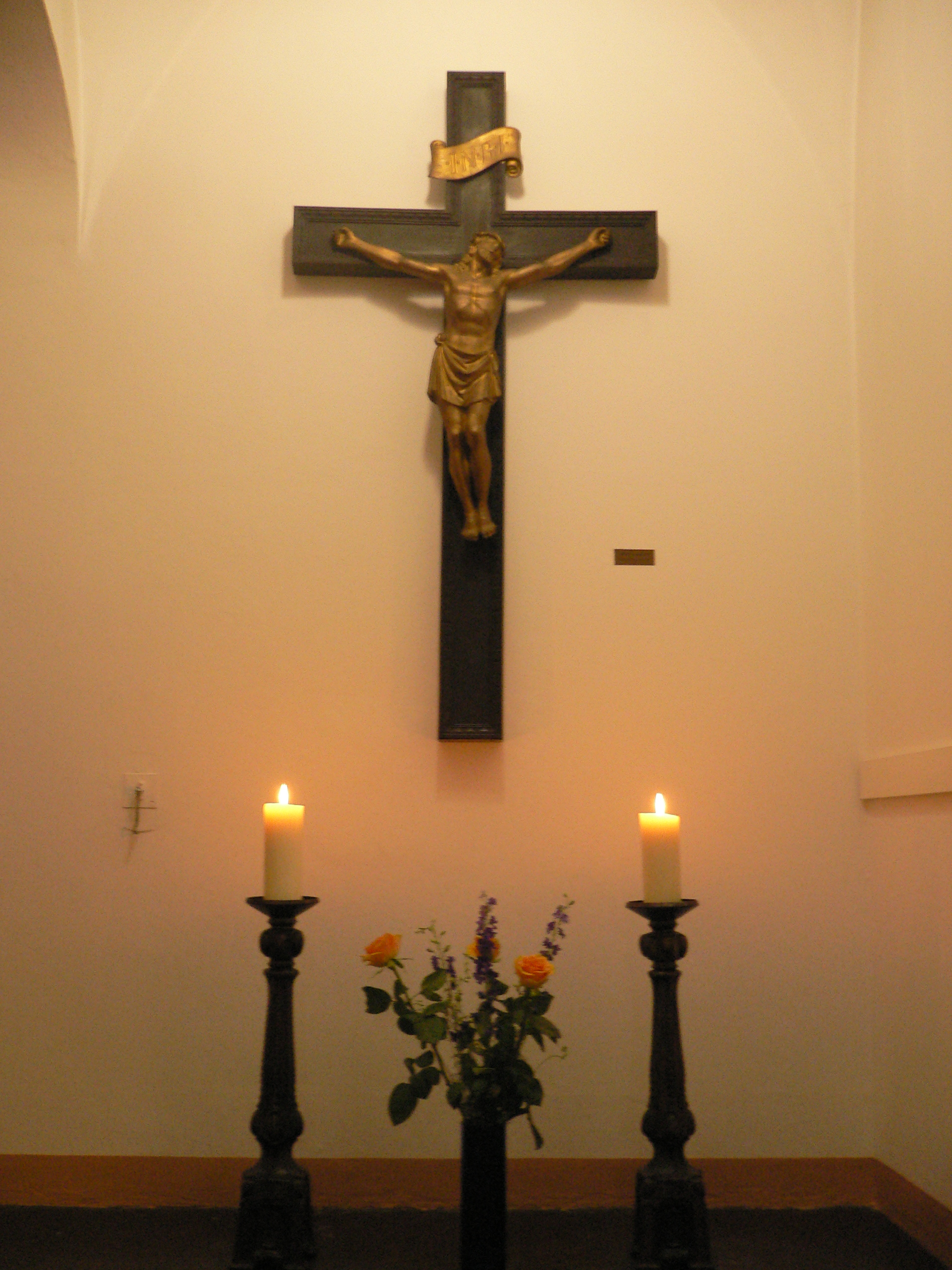
Kreuz im Eingangsbereich (vorher: Altarkruzifix)

### Altar
Der Altar ist das Zentrum des Kirchenraumes, das vom bunten Glasfenster unterstrichen wird. Das Altarfenster zeigt das himmlische Jerusalem und wurde von Renate Strasser neu gestaltet. In der Mitte ist das Lamm, als Symbol für den geopferten Christus (Agnus Dei), abgebildet. Die anderen Bilder zeigen Szenen aus dem Wüstenzug des Volkes Israel. Hiermit soll dem Betrachter verdeutlicht werden, dass der Christ durch den Heiligen Geist wächst, er gemäß lutherischer Abendmahlslehre von Christi geopferten Leib und Blut lebt, und letztlich sichtbare Gemeinschaft mit dem erhöhten Christus haben wird. Der ursprüngliche Altartisch war aus Sandstein gearbeitet, der heutige Tisch ist aus Holz. Gemäß der lutherischen Abendmahlslehre empfangen die Kommunikanten beim Heiligen Abendmahl Christi wahren Leib und sein wahres Blut zur Vergebung der Sünden, was in besonderer Weise durch die Paramente verdeutlicht wird, die alle aus der Ursprungszeit stammen.

### Taufstein und Kanzel
Der erste vom Berliner Bildhauer Richard Kuöhl geschaffene Taufstein war aus Sandstein und reich geschmückt. Der heutige Taufstein weist auf seinem Boden das Passalamm auf. Auf dem Fries ertrinken die Ägypter im Roten Meer, während die Israeliten als Gerettete weiterziehen können. Diese Symbolik verdeutlicht die theologische Bedeutung der Taufe nach lutherischem Verständnis, indem Taufe die Befreiung aus der Sünde durch das Blut des Lammes, Christus, bewirkt. Den Deckel des Steines ziert eine Taube als Sinnbild des Heiligen Geistes. Der neue Taufstein wurde 1973 von den Künstlerinnen Eva Limberg und Renate Strasser angefertigt, die auch das Altarkreuz gestalteten.
Auch die ursprüngliche Kanzel war aus Sandstein gearbeitet. Zur Verbesserung der Akustik befand sich oberhalb der Kanzel ein Schalldeckel. Die heutige Kanzel im Altarraum ist in einfachen Formen aus Holz gefertigt.

### Orgel

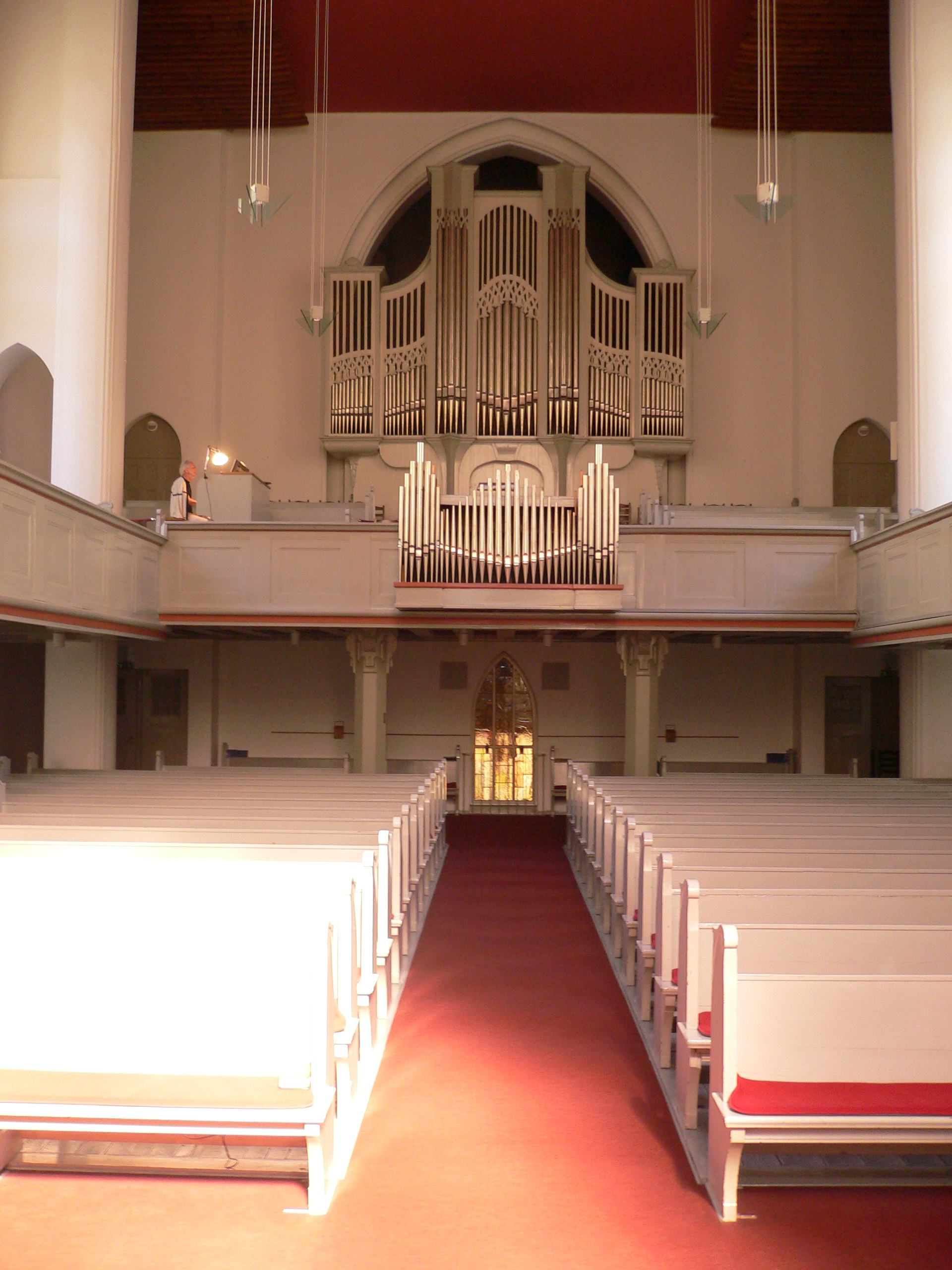
Kirchenschiff mit Orgel

Seit dem Bau der Kirche befindet sich auch eine Orgel in der Kirche. Das ursprüngliche Instrument ist durch die Zerstörung im Zweiten Weltkrieg schwer beschädigt worden. Die jetzige Orgel wurde bei der Orgelbaufirma Alexander Schuke in Potsdam unter Verwendung der erhaltenen gebliebenen Pfeifen im Auftrag der Kirchengemeinde angefertigt.

### Glocken
Den Altlutheranern war bis in die Mitte des 19. Jahrhunderts in den hohenzollernschen Landen verboten, Kirchtürme zu bauen und Glocken zu benutzen. Die Evangelisch-Lutherische Kirche Zum Heiligen Kreuz ist in Berlin der erste Kirchenbau der Altlutheraner mit Glockenturm und Glocken. Sowohl im Ersten wie auch im Zweiten Weltkrieg sind die beiden größten Glocken eingeschmolzen worden. Seit 1963 läuten wieder drei Glocken, die von der Gießerei Petit & Gebr. Edelbrock hergestellt wurden.
| Schlagton | Gewicht (kg) | Durchmesser (cm) | Höhe (cm) | Krone (cm) | Inschrift                         |
| --------- | ------------ | ---------------- | --------- | ---------- | --------------------------------- |
| gis′      | 550          | 97               | 84        | 15         | EINE FESTE BURG IST UNSER GOTT.   |
| h′        | 310          | 81               | 72        | 14         | ERHALT UNS HERR BEI DEINEM WORT.  |
| cis″      | 215          | 71               | 59        | 13         | GOTT SEI GELOBET UND GEBENEDEIET. |

Die Glocken läuten – gemäß der Läuteordnung dieser Kirchengemeinde – die Sonntage am davorliegenden Sonnabend ein, ertönen direkt vor den Gottesdiensten, jeden Mittag um 12 Uhr laden sie zum Gebet ein. Die Sakramentsglocke läutet während des Gottesdienstes bei den Konsekrationsworten, zu der die Gemeinde kniet.

## Nutzung der Kirche
Die Kirche wird seit ihrer Errichtung von der Evangelisch-Lutherischen Gemeinde Zum Heiligen Kreuz gottesdienstlich genutzt. Jeden Sonntag findet um 9:30 Uhr ein Beichtgottesdienst und um 10 Uhr grundsätzlich ein Gottesdienst mit Feier des Heiligen Abendmahls statt. Ebenso trägt der Pfarrer als gottesdienstlichen Ornat die Kasel. Das ist – außer bei den Altlutheranern – in den anderen evangelischen Kirchen Berlins nicht anzutreffen.

## Gedenktafel
Am Gebäude in der Nassauischen Straße 17 ist zum Gedenken des Publizisten Franz Pfemfert eine Berliner Gedenktafel angebracht, der im kircheneigenen Wohnblock bis zu seiner Emigration 1933 vor den Nationalsozialisten lebte.